# Sud-Aviation SA316 Alouette III
El Sud-Aviation SA.316 Alouette III ("alondra" en francés) es un helicóptero utilitario ligero monomotor desarrollado por la compañía francesa Sud Aviation y después producido por Aérospatiale. El Alouette III es el sucesor del Alouette II, con el que comparte muchos elementos funcionales, pero incluyendo algunas mejoras como un incremento de las dimensiones, mejores prestaciones, mayor capacidad de transporte y número de plazas. Originalmente propulsado por un motor turboeje Turbomeca Artouste IIIB, el Alouette III es reconocido por sus capacidades para rescate en montaña y su versatilidad, resultando idóneo tanto para misiones de reconocimiento y observación, como para transporte ligero de carga, pasajeros y evacuación sanitaria. Durante su vida de producción llegó a ser un helicóptero relativamente popular, llegándose a construir más de 2000 unidades.
A partir de su diseño se desarrollaron otras variantes, como el SA.315B Lama, inspirado tanto en el Alouette III como en su predecesor, especialmente diseñado para volar a elevadas altitudes y que entró en servicio operativo en julio de 1971. El Alouette III fue fabricado principalmente por Aérospatiale; aunque también fue construido bajo licencia por Hindustan Aeronautics Limited (HAL) en India como HAL Chetak, por Industria Aeronautică Română (IAR) en Rumania como IAR 316 y por la compañía F+W Emmen (ahora RUAG) en Suiza. En 1979 cesó la producción de los modelos franceses y el último se entregó en 1985, pero sus variantes extranjeras continuaron fabricándose.

## Desarrollo

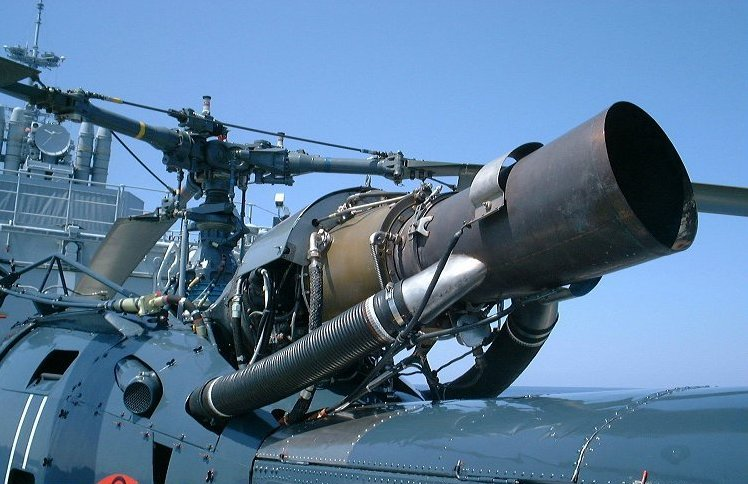
Detalle de la turbina de un Alouette III.

Después del éxito de su predecesor el Alouette II, la compañía francesa SNCASO, recién convertida en Sud Aviation, comenzó el diseño de los Alouette III en 1957. Construido en La Courneuve, el prototipo SE.3160-001 (F-ZWVQ) realizó su primer vuelo en Le Bourget el 28 de febrero de 1959, pilotado por Jean Boulet y Robert Malus. A este vuelo siguió más tarde el del SE.3160-002 (F-ZWWR), que efectuó una presentación memorable en el Salón du Bourget en junio de 1959 conducido por Roland Coffignot. El prototipo SE.3160-001 inició una campaña de evaluación en montaña que incluía pruebas de motor en la cumbre del Dôme du Goûter a 4150 m de altitud y -20 °C, esta campaña concluiría en un aterrizaje en la cima del Mont-Blanc con siete personas a bordo (piloto Jean Boulet). Más tarde, el mismo SA.3160 superó esta hazaña cuando consiguió aterrizo a más de 6000 m en el Himalaya en octubre de 1960 con dos pilotos y una carga útil de 250 kg.
A ambos prototipos les sucedieron sendos helicópteros de preserie, de los cuales el primero despegó en julio de 1960. El SA.316 realizó su vuelo inaugural en febrero de 1959 y entró finalmente en servicio en las Fuerzas Armadas francesas en 1960. La producción en serie comenzó en 1961, consiguiéndose la certificación para el vuelo en diciembre de 1961. Con la posterior introducción del SA.316B, la producción del SA.316 fue abandonada en 1968 definitivamente. Tres ejemplares de SA.316 fueron llevados a Australia entre 1964 y 1967 para su posterior montaje.
Estacionado el 17 de marzo de 1961 en el Grupo experimental de la Aviation légère de l'armée de terre (ALAT), en Satory, fue probado en Argelia por el GH2 de Sétif-Aïn-Arnat. Accidentado el 27 de noviembre de 1962, esta aeronave fue reconstruida como SA.316 n°1412 y sirvió para instrucción en la ALAT. Ha sido recuperada en 2001 por la asociación CELAG de Grenoble.
El SA.319 tenía pocas diferencias de diseño con respecto al prototipo original. El primer modelo se construyó en junio de 1968, pero no se comenzó a producir en serie hasta 1973. Incorporaba un motor Turbomeca Astazou XIV más potente que el Turbomeca Artouste de las versiones anteriores y, según el fabricante, era capaz de conseguir una reducción del 25% en combustible respecto los modelos anteriores. Todo esto hizo que el nuevo modelo fuese más ligero y significativamente más maniobrable.
Los últimos modelos del SA.316 fueron retirados de la Fuerza Aérea Francesa en 2004, de la Fuerza Aérea Venezolana en 1990, del Cuerpo Aéreo Irlandés en 2007 y de las Fuerzas Armadas Suizas en 2010.

### Componentes del SA.319B
Francia

#### Propulsión
| Sistema | País               | Fabricante | Notas       |
| ------- | ------------------ | ---------- | ----------- |
| Motor   | Bandera de Francia | Turbomeca  | 1 × Astazou |

## Historia operacional

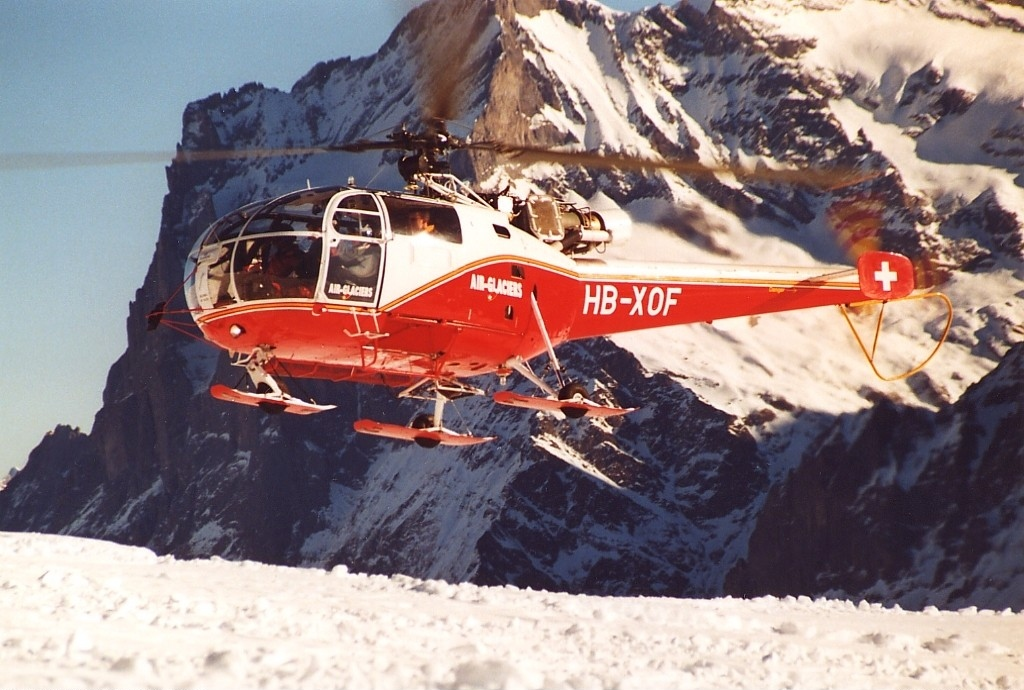
Alouette III SE.3160 con patines en el tren de aterrizaje.

Portugal utilizó sus Alouette III contra las guerrillas de Angola y Mozambique, donde, a pesar de las condiciones de extremo calor y polvo, no tuvieron problemas. 
Sudáfrica fue uno de los primeros usuarios y durante casi dos décadas los empleó en combate en multitud de misiones en Rhodesia, Angola y Namibia: detección y señalización de objetivos, control aéreo, salvamento y apoyo cercano a tropas.
La Fuerza Aérea Popular de Angola (FAPA) heredó algunos aparatos de Portugal y compró otros de fabricación rumana. Estos helicópteros se emplearon en combate en Angola.
La Fuerza Aérea de Irak contaba en la guerra de 1981-88 con un par de docenas de Alouette III armados con misiles Kh-25, que se emplearon contra los tanques y búnkeres iraníes.
En Suiza, las Fuerzas Armadas Suizas emplearon el SA.316B como helicóptero de enlace desde 1964 hasta 2010. Además de esto, todos los pilotos de helicópteros militares suizos eran entrenados con Alouette III y se llegó incluso a aumentar la flotar del SA.316 a un total de 84 ejemplares. A pesar de todas las experiencias positivas, el Alouette III no consiguió imponerse en el campo de batalla real, porque el helicóptero no era una plataforma estable para el transporte y utilización del armamento.
La Armada Belga adquirió en 1971 tres helicópteros SA.316 para su utilización como aeronave de transporte y entrega de suministros a barcos en el mar. Fueron embarcados al principio en el Zinnia (A961) y actualmente en el barco de suministros Godetia (A960) y en la fragata Louise-Marie (F931). Desde 2004, los tres helicópteros estaban completamente integrados dentro del Escuadrón N.° 40 del Componente Aéreo del Ejército Belga, aunque actualmente se han retirado todos los ejemplares.
En 1969, la Aviación Naval Argentina incorporó a su flota 14 helicópteros Alouette III, que serían los primeros helicópteros de la Armada propulsados por turbina. Estos mismos ejemplares fueron los que se emplearon en la campaña Antártica de 1969/1970. Las aeronaves formaron parte de la escuadrilla de helicópteros en la Base Comandante Espora, que a partir de 1978 se convirtió en la 1.ª Escuadrilla Aeronaval de Helicópteros EAH1, en misiones de lucha antisubmarina, rescate, transporte y en apoyo a la infantería de la Marina.
La Armada Argentina lo utilizó como helicóptero embarcado en numerosas ocasiones. Los Alouette III fueron desplegados al principio a bordo de buques de guerra destructores clase Gearing y Allen M. Summer, y posteriormente en los más modernos clase MEKO 360, Tipo 42 y en las corbetas MEKO 140, así como en el Buque ARA Bahía Paraíso, el crucero General Belgrano, el portaaviones ARA Veinticinco de Mayo y el rompehielos ARA Almirante Irízar. Durante la Guerra de Malvinas tuvieron un gran protagonismo en la recuperación de las islas Georgias del Sur, el 3 de abril de 1982. Un helicóptero y parte de su personal de tierra se perdió a bordo del crucero General Belgrano, cuando fue hundido fuera de la zona de exclusión total por un submarino de la Armada Real.
En la Fuerza Aérea Venezolana (hoy en día Aviación Militar Bolivariana), estas aeronaves participaron en el apoyo a tierra en operaciones antiguerrilla para combatir a las Fuerzas Armadas de Liberación Nacional en la zona de la Sierra de San Luis, estado Falcón, año 1967.
En 1977, la Armada de Chile adquirió 4 helicópteros SA.319B para embarcarlos en fragatas clase Leander y llevar a cabo misiones de exploración aerotáctica y de ataque contra blancos de superficie, aunque serían empleados de forma mayoritaria como helicópteros de aprendizaje en vuelo tanto diurno como nocturno.

## Variantes
El Alouette III tiene nueve variantes, a saber, SA.316A, SA.316B, HAL Chetak, IAR 316, SA.319B, SA.316C, G-Car y K-Car, IAR 317 Skyfox y Atlas XH-1 Alpha.
SA.316A
Primer modelo de producción. También designado a veces como SA.316, SA.3160 o SE.3160.
SA.316B
Versión mejorada del SA.316, equipado con sistemas mecánicos más robustos en el rotor principal y en el de cola, que le proporcionan un mayor rendimiento.
SA.316C
Desarrollado a partir del SA.316B, con motor Turbomeca Artouste IIID. Sólo se llegaron a fabricar un par de unidades.
HAL Chetak
Variante del SA.316B de fabricación india, construido por Hindustan Aeronautical Industries. Es utilizado principalmente para realizar misiones de entrenamiento, transporte ligero y evacuación de heridos.
IAR 316
Versión rumana del SA.316B.
G-car y K-car
Variantes de combate que incorporan ametralladoras MAG de 7,65 mm de calibre y MG 151 de 20 mm, respectivamente.
SA.319B
Mejora del SA.316B con un motor Turbomeca Astazou XIV.
IAR 317 Skyfox
Variante de producción rumana.

## Operadores

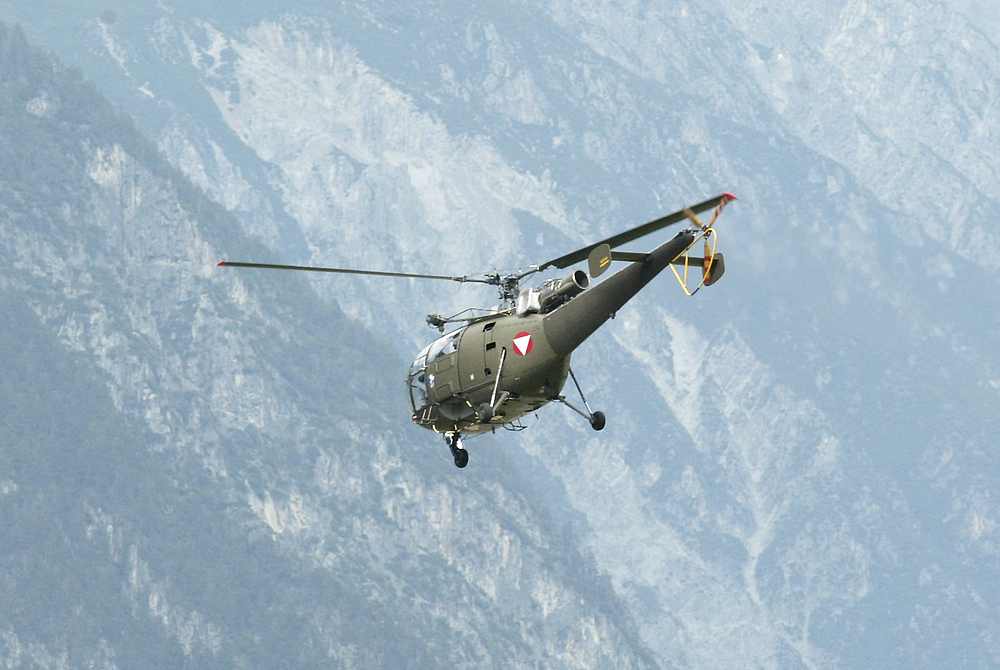
Alouette III austríaco sobre los Alpes.

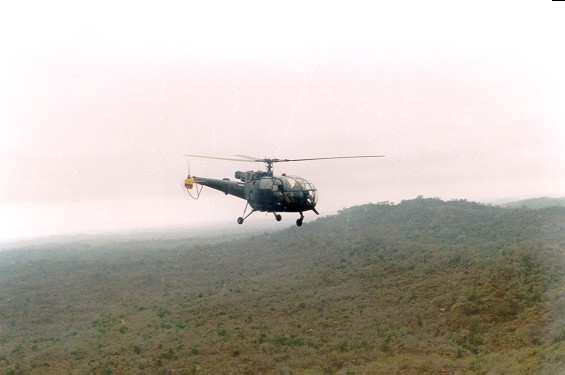
Alouette SA.316B de la Fuerza Aérea Ecuatoriana sobre la Cordillera de los Andes.

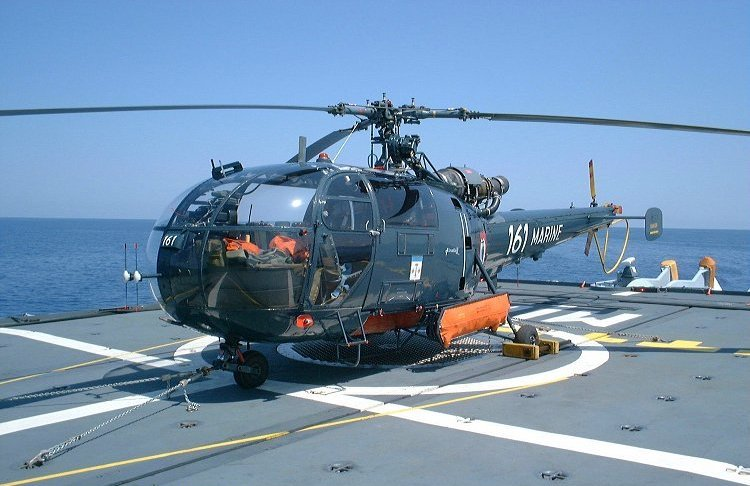
Alouette III de la Armada francesa en la fragata La Motte-Picquet.

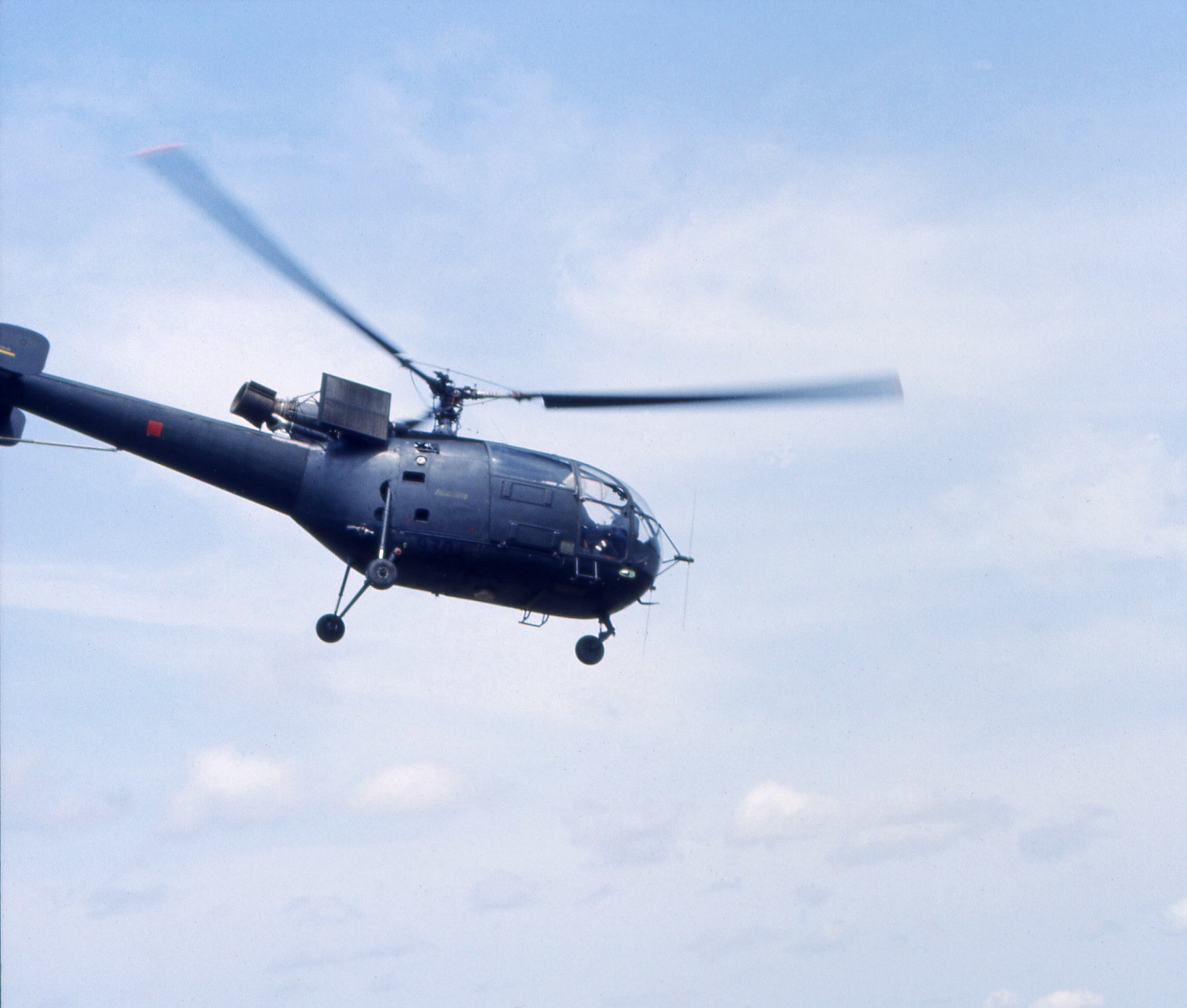
Alouhette III portugués en evacuación sanitaria.

### Militares

#### Actuales
| País                            | Operador                                           | Modelo             | Activos | Pedidos |
| ------------------------------- | -------------------------------------------------- | ------------------ | ------- | ------- |
| Angola                          | Fuerza Aérea Nacional de Angola                    | SA.316/319/SE.3160 | 21      |         |
| Austria                         | Fuerza Aérea Austriaca                             | SA.316             | 21      |         |
| Birmania                        | Fuerzas Armadas de Birmania                        | SA.316/SE.3160     | 13      |         |
| Bolivia                         | Fuerza Aérea Boliviana                             | SE.3160            | 1       |         |
| Burundi                         | Burundi National Army                              | SA.316             | 3       |         |
| Chad                            | Fuerza Aérea de Chad                               | SE.3160            | 1       |         |
| República Democrática del Congo | Fuerza Aérea de la República Democrática del Congo | SA.316             | 2       |         |
| Etiopía                         | Fuerza Aérea de Etiopía                            | SA.316             | 3       |         |
| Francia                         | Marina Nacional francesa                           | SA.316/319/SE.3160 | 22      |         |
| Gabón                           | Fuerza Aérea de Gabón                              | SA.319             | 2       |         |
| India                           | Fuerza Aérea India                                 | SA.316/319         | 77      |         |
| India                           | Ejército de la India                               | SA.316             | 4       |         |
| India                           | Armada India                                       | SA.316/319         | 36      | 6       |
| Indonesia                       | Fuerza Aérea del Ejército Nacional de Indonesia    | SA.316             | 7       |         |
| Malta                           | Fuerzas Armadas de Malta                           | SA.316             | 3       |         |
| Namibia                         | Fuerza Aérea de Namibia                            | SA.316             | 2       |         |
| Pakistán                        | Fuerza Aérea de Pakistán                           | SA.316             | 8       |         |
| Pakistán                        | Fuerza Aérea de Pakistán                           | SE.3160            | 10      |         |
| Pakistán                        | Ejército de Pakistán                               | SA.316             | 13      |         |
| Pakistán                        | Marina de Pakistán                                 | SA.316/319         | 7       |         |
| Rumania                         | Fuerza Aérea Rumana                                | SA.316             | 7       |         |
| Senegal                         | Fuerza Aérea de Senegal                            | SE.3160            | 1       |         |
| Sierra Leona                    | Republic of Sierra Leone Armed Forces              | SA.319             | 1       |         |
| Surinam                         | Suriname Air Force                                 | SA.316             | 3       |         |
| Túnez                           | Fuerza Aérea Tunecina                              | SA.316             | 8       |         |
| Zimbabue                        | Fuerza Aérea de Zimbabue                           | SA.316             | 13      |         |
| Suazilandia                     | Umbutfo Eswatini Defence Force                     | SA.316             | 3       |         |

Fuentes: World Air Forces y Flight Global 2020 y 2022.

#### Antiguos
Albania (SA.319)
 República del Alto Volta
 Arabia Saudita
 Argentina
 Australia
 Bangladés
 Bélgica
- Componente Aéreo del Ejército Belga (hasta 2020)[15][10]

 Biafra
 Burkina Faso
 Camerún
 Chile
 Corea del Sur
 Costa de Marfil
- Ivory Coast Air Force (SA.316/319)[16]

 Dinamarca
 República Dominicana
 Ecuador
 El Salvador
 Emiratos Árabes Unidos (Abu Dhabi)
 España
- Ejército del Aire de España: Cinco SA.319B, funciones SAR.[17]
- Ejército de Tierra de España: Tres SA.319B, armados con misiles CC SA-11 y destinados en el Sahara.[18]

 Ghana
 Grecia
 Guinea
 Guinea-Bisáu (SA.316)
 Guinea Ecuatorial
 Hong Kong
 Irán
 Irak
 Irlanda
 Israel
 Jordania
 Laos
 Líbano
 Libia
 Madagascar
 Malaui
 Malasia
- Real Fuerza Aérea de Malasia (SA.316)[16]

 Marruecos
 México
 Mozambique
 Nepal
- Servicio Aéreo del Ejército de Nepal (SA.316/319)[16]

 Nicaragua
 Países Bajos
- Real Fuerza Aérea de los Países Bajos (hasta 1995)[5]

 China
 Perú
 Portugal
- Fuerza Aérea Portuguesa (SA.316)[19][20][16]

 Rodesia
 Ruanda
 Seychelles
 Singapur
 Sudáfrica (SA.316)
 Suiza
- Fuerzas Armadas Suizas (hasta 2010)[5]

 Sri Lanka (SA.316)
 Venezuela
 Vietnam del Sur
 Yugoslavia
 Zaire
 Zambia

### Civiles
Chile
- ALFA Helicópteros

 Estados Unidos
- Flight for Life

 Pakistán
- Askari Aviation

## Especificaciones
| Modelo                                    | SA.316A | SA.316B | SA.316C                                                                                 | SA.319B                                                                                 |
| ----------------------------------------- | --- | --- | --------------------------------------------------------------------------------------- | --------------------------------------------------------------------------------------- |
| Tripulación                               | 2 en cabina, 5 pasajeros                                                                                                 | 2 en cabina, 5 pasajeros                                                                                                 | 2 en cabina, 5 pasajeros                                                                | 2 en cabina, 5 pasajeros                                                                |
| Longitud del fuselaje                     | 10,18 m (33,38 ft) | 10,18 m (33,38 ft) | 10,18 m (33,38 ft)                                                                      | 10,18 m (33,38 ft)                                                                      |

Dibujo 3 vistas del Alouette III.

| Anchura                                   | 2,59 m (8,50 ft) con tren de aterrizaje 2,65 m (8,69 ft) con tren de patinaje 3,92 m (12,86 ft) con sistema de flotación | 2,59 m (8,50 ft) con tren de aterrizaje 2,65 m (8,69 ft) con tren de patinaje 3,92 m (12,86 ft) con sistema de flotación | 2,60 m (8,54 ft)                                                                        | 2,60 m (8,54 ft)                                                                        |
| Altura                                    | 2,97 m (9,74 ft) 3,46 m (11,35 ft) con sistema de flotación                                                              | 2,97 m (9,74 ft) 3,46 m (11,35 ft) con sistema de flotación                                                              | 3,00 m (9,84 ft)                                                                        | 3,00 m (9,84 ft)                                                                        |
| Diámetro del rotor principal              | 11,00 m (36,09 ft) | 11,00 m (36,09 ft) | 11,02 m (36,15 ft)                                                                      | 11,02 m (36,15 ft)                                                                      |
| Diámetro del rotor secundario             | 1,91 m (6,27 ft) | 1,91 m (6,27 ft) | 1,92 m (6,30 ft)                                                                        | 1,92 m (6,30 ft)                                                                        |
| Velocidad de rotación del rotor principal | 420 rpm (353 rpm en continuo)                                                                                            | 420 rpm (353 rpm en continuo)                                                                                            | 420 rpm (353 rpm en continuo)                                                           | 420 rpm (353 rpm en continuo)                                                           |
| Perfil del rotor principal                | | NACA 63A a 11,5% |                                                                                         | NACA 63A a 11,5%                                                                        |
| Peso vacío                                | 1200 kg (2645,54 lb) | 1200 kg (2645,54 lb) |                                                                                         |                                                                                         |
| Peso máximo al despegue                   | 2100 kg (4630 lb) | 2200 kg (4850 lb) | 2250 kg (4960 lb)                                                                       | 2250 kg (4960 lb)                                                                       |
| Velocidad de crucero                      | 180 km/h | 172 km/h | 175 km/h                                                                                | 175 km/h                                                                                |
| Velocidad máxima                          | 210 km/h | 210 km/h | 220 km/h                                                                                | 220 km/h                                                                                |
| Alcance                                   | 494 km | |                                                                                         |                                                                                         |
| Capacidad máxima de combustible           | 595 L (157,1 US gal) con depósito cúbico 590 L (155,8 US gal) con depósito cuadrilóbico                                  | 595 L (157,1 US gal) con depósito cúbico 590 L (155,8 US gal) con depósito cuadrilóbico                                  | 595 L (157,1 US gal) con depósito cúbico 590 L (155,8 US gal) con depósito cuadrilóbico | 595 L (157,1 US gal) con depósito cúbico 590 L (155,8 US gal) con depósito cuadrilóbico |
| Techo de vuelo máximo                     | 6500 m (21 300 pies) | 6500 m (21 300 pies) | 6500 m (21 300 pies)                                                                    | 6500 m (21 300 pies)                                                                    |
| Motor                                     | 1 x Turbomeca Artouste IIIB o IIIB1                                                                                      | 1 x Turbomeca Artouste IIIB o IIIB1                                                                                      | 1 x Turbomeca Artouste IIID                                                             | 1x Turbomeca Astazou XIVB                                                               |
| Potencia máxima al despegue (TOP)         | 405 kW | 440 kW | 440 kW                                                                                  | 440 kW                                                                                  |
| Potencia máxima continua (MCP)            | 420 kW | 420 kW | 368 kW                                                                                  | 368 kW                                                                                  |

## Aeronaves relacionadas

### Desarrollos relacionados
- Aérospatiale Alouette II
- Aérospatiale Lama
- Aérospatiale Gazelle
- IAR 316
- Atlas XH-1 Alpha

### Aeronaves similares
- Hughes OH-6 Cayuse

### Secuencias de designación
- Secuencia Z._ (Helicópteros del Ejército del Aire español, 1954-1978): ← Z.13 - Z.14 - Z.15 - Z.16 - Z.17 - Z.18 - Z.19 →
- Secuencia H._ (Helicópteros del Ejército del Aire español, 1978-presente): ← HS.13 - HA.14 - HR/HA/HRA.15 - HD/HE.16 - HT.17 - HU.18 - HT/HD.19 →